# Reine Malouin
Reine Malouin (1898-1976), née Reine Voiselle, est une écrivaine québécoise.

## Biographie
Elle est originaire de Québec. Elle a commencé à publier dans les journaux à l'âge de dix-huit ans et elle n'a jamais cessé d'écrire. En 1936 elle reçoit le premier Grand prix de l'Académie de la Ballade française et des Poèmes à forme fixe, concours ouvert à des écrivains de toute la francophonie. Elle est l'auteur de sketches pour la radio, de romans, de pièces de théâtre et de quelques essais et nouvelles. Elle a publié 23 ouvrages. Son univers romanesque « une somme de valeurs conservatrices en plus de s’accrocher à un ordre ancien ».
Reine Malouin s'est aussi engagée dans des organismes littéraires et nationaux tels que la Société des poètes canadiens-français, dont elle sera un temps la présidente, et l'Académie canadienne-française. Elle s'intéresse aussi à l'histoire, publiant en 1955 un premier ouvrage sur la seigneurie de Notre-Dame-des-Anges, puis en 1972, Charlesbourg 1660-1949. C'est d'ailleurs à Charlesbourg que réside l'auteur pendant de nombreuses années.
Elle était mariée à Adalbert Malouin.

## Œuvres
- 1939 : Les Murmures (poésie)
- 1942 : À travers la vie
- 1942 : Au temps jadis, théâtre historique
- 1946 : Tâches obscures (nouvelles)
- 1950 : Inviolata (poésie)
- 1954 : Cet ailleurs qui respire (roman)
- 1955 : La Seigneurie Notre-Dame-des-Anges, Société historique de Québec
- 1957 : Le Conseil de la vie française en Amérique, historique, Éditions Ferland
- 1957 : Profonds destins (roman)
- 1958 : J'ai choisi le malheur (roman)
- 1958 : Vertige (roman)
- 1960 : La Prairie au soleil (roman historique)
- 1961 : Ce matin, le soleil, réédition chez Fides
- 1962 : Fier passé oblige, discours et documents, Société historique
- 1962 : Où chante la vie (roman)
- 1964 : Signes perdus (poésie)
- 1967 : La Poésie, il y a cent ans, 1860-1890, (essai et anthologie), Éditions Garneau
- 1967 : Mes racines sont là (poésie)
- 1968 : Princesse de nuit (roman)
- 1971 : Sphère armillaire (poèmes en prose), Éditions Cosmos
- 1973 : Il était une fois... des poètes, 1923-1973, histoire de la Société des Poètes
- 1973 : Charlesbourg 1660-1949, Éditions La Liberté
- Haïti, l'île enchantée (voyage)[1]

## Récompenses
- 1936: Grand prix de l'Académie de la Ballade française et des Poèmes à forme fixe, pour Les Murmures
- 1946: Prix Raymond Casgrain de l'Université Laval, pour Tâches obscures
- 1961: Prix Montcalm à Paris, pour La Prairie au soleil
- 1967: Prix de poésie du Centenaire de la confédération, pour Mes racines sont là
- 1967: Prix Du Maurier, pour Mes racines sont là

## Hommage
Le mont Reine-Malouin, surplombant le quartier de Bourg-Royal dans l'arrondissement de Charlesbourg, a été nommé en son honneur, ainsi que la salle d'exposition de la bibliothèque de Charlesbourg.
Une rue portant le nom de Reine-Malouin a aussi été nommé en son honneur par la ville de Lévis, sur la rive-sud de Québec
De plus, la place Malouin devenue la rue Malouin a été nommée en son honneur, en 1962, dans l'ancienne ville de Charlesbourg, maintenant présente dans la ville de Québec.